# 61. Berlini Nemzetközi Filmfesztivál
Az 61. Berlini Nemzetközi Filmfesztivál 2011. február 10. és 20. között került megrendezésre, a nyitófilm a Coen testvérektől A félszemű, míg a zárófilm Aszhar Farhaditól a Nader és Simin – Egy elválás története volt. Utóbbi film nyerte az Arany Medve díjat is. A fesztivál zsűrielnöke Isabella Rossellini olasz színésznő volt.
A fesztiválra összesen 300 ezer jegyet adtak el és közel 20 ezer ember vett részt rajta 116 országból, köztük 3900 újságíróval.

## Zsűri
Az alábbi emberek voltak a fesztivál zsűrijének tagjai:

### Filmek
- Isabella Rossellini, olasz színésznő – zsűrielnök
- Jan Chapman, ausztrál producer
- Nina Hoss, német színésznő
- Ámir Khán, indiai színész, rendező, forgatókönyvíró és producer
- Guy Maddin, kanadai rendező és forgatókönyvíró
- Sandy Powell, brit jelmeztervező

A fesztivál ezen belül helyet biztosított a zsűriben a bebörtönzött iráni rendezőnek, Jafar Panahinak, tiszteletüket jelezve ezzel a szabadságharc felé.

### Elsőfilmes produkciók
- Bettina Brokemper, német producer
- Assaf Gavron, izraeli író és zenész
- Michèle Ohayon, marokkói rendező, forgatókönyvíró és producer

### Rövidfilmek
- Nan Goldin, amerikai fotós
- Ibrahim Letaief, tunéziai rendező, forgatókönyvíró és producer
- Renen Schorr, izraeli rendező, forgatókönyvíró és producer

## Versenyben lévő filmek
Az alábbi filmek voltak versenyben az Arany Medve- és az Ezüst Medve-díjakért:
| Magyar cím                             | Eredeti cím                | Rendező            | Ország                                            |
| -------------------------------------- | -------------------------- | ------------------ | ------------------------------------------------- |
| Coriolanus                             | Coriolanus                 | Ralph Fiennes      | Egyesült Királyság                                |
| Bizim Büyük Çaresizliğimiz             | Bizim Büyük Çaresizliğimiz | Seyfi Teoman       | Törökország, Németország, Hollandia               |
| Esti mesék                             | Les Contes de la nuit      | Michel Ocelot      | Franciaország                                     |
| The Forgiveness of Blood               | The Forgiveness of Blood   | Joshua Marston     | Albánia, Amerikai Egyesült Államok                |
| A jövő                                 | The Future                 | Miranda July       | Németország, Amerikai Egyesült Államok            |
| Nader és Simin – Egy elválás története | جدایی نادر از سیمین        | Aszhar Farhadi     | Irán                                              |
| Lipstikka                              | אודם                       | Jonathan Sagall    | Izrael, Egyesült Királyság                        |
| Krízispont                             | Margin Call                | J.C. Chandor       | United States                                     |
| Un Mundo Misterioso                    | Un Mundo Misterioso        | Rodrigo Moreno     | Argentína, Németország, Uruguay                   |
| El premi                               | El premi                   | Paula Markovitch   | Mexikó, Franciaország, Lengyelország, Németország |
| Saranghanda, saranghaji anneunda       | 사랑한다, 사랑하지 않는다  | Lee Yoon-ki        | Dél-Korea                                         |
| Álomkór                                | Schlafkrankheit            | Ulrich Köhler      | Németország, Franciaország, Hollandia             |
| A torinói ló                           | A torinói ló               | Tarr Béla          | Magyarország, Franciaország, Németország, Svájc   |
| Egy szinte tökéletes szombat           | V subbotu                  | Aleksandr Mindadze | Oroszország, Németország, Ukrajna                 |
| Vörös Hadsereg Frakció                 | Wer wenn nicht wir         | Andres Veiel       | Németország                                       |
| Yelling to the Sky                     | Yelling to the Sky         | Victoria Mahoney   | Amerikai Egyesült Államok                         |

### Versenyen kívül
A fesztiválon az alábbi filmeket vetítették versenyen kívül:
| Magyar cím                  | Eredeti cím                        | Rendező               | Ország                                         |
| --------------------------- | ---------------------------------- | --------------------- | ---------------------------------------------- |
| Almanya, a török paradicsom | Almanya: Willkommen in Deutschland | Yasemin Şamdereli     | Németország                                    |
| Szerelem a hatodikon        | Les femmes du 6ème étage           | Philippe Le Guay      | Franciaország                                  |
| Legjobb ellenségem          | Mein bester Feind                  | Wolfgang Murnberger   | Ausztria, Luxemburg                            |
| Pina                        | Pina                               | Wim Wenders           | Németország, Franciaország                     |
| A félszemű                  | True Grit                          | Joel Coen, Ethan Coen | Amerikai Egyesült Államok                      |
| Ismeretlen férfi            | Unknown                            | Jaume Collet-Serra    | Németország, Egyesült Királyság, Franciaország |

### Panorama
Az alábbi filmeket vetítették a fesztivál Panorama szekciójában:
| Magyar cím            | Eredeti cím                 | Rendező            | Ország                                        |
| --------------------- | --------------------------- | ------------------ | --------------------------------------------- |
| Boo-dang-geo-rae      | 부당거래                    | Ryoo Seung-wan     | Dél-Korea                                     |
| Byakuyakô             | 白夜行                      | Yoshihiro Fukagawa | Japán                                         |
| Changpihae            | 창피해                      | Kim Soo-hyun       | Dél-Korea                                     |
| Daenseutawoon         | Daenseutawoon               | Jeon Kyu-hwan      | Dél-Korea                                     |
| Legfelső emelet balra | Dernier étage gauche gauche | Angelo Cianci      | Franciaország, Luxemburg                      |
| 7 Khoon Maaf          | 7 Khoon Maaf                | Vishal Bhardwaj    | India                                         |
| Gandu                 | Gandu                       | Kaushik Mukherjee  | India                                         |
| Sorselágazás          | Here                        | Braden King        | Amerikai Egyesült Államok                     |
| Láthatatlanok         | Lo Roim Alaich              | Michal Aviad       | Izrael, Németország                           |
| Anyák                 | Majki                       | Milčo Mančevski    | Észak-Macedónia, Franciaország, Bulgária      |
| Off Beat              | Off Beat                    | Jan Gassmann       | Svájc                                         |
| Qualunquemente        | Qualunquemente              | Giulio Manfredonia | Olaszország                                   |
| Rómeók                | Romeos                      | Sabine Bernardi    | Németország                                   |
| Ismeretlen föld       | También la lluvia           | Icíar Bollaín      | Spanyolország, Franciaország, Mexikó          |
| A kórboncnok          | The Mortician               | Gareth Maxwell     | Egyesült Királyság, Amerikai Egyesült Államok |
| Tomboy                | Tomboy                      | Céline Sciamma     | Franciaország                                 |
| Vámpír                | Vampire                     | Shunji Iwai        | Amerikai Egyesült Államok, Kanada             |

### Forum
Az alábbi filmeket vetítették a fesztivál Forum szekciójában:
| Magyar cím                                           | Eredeti cím                                          | Rendező                           | Ország                                                  |
| ---------------------------------------------------- | ---------------------------------------------------- | --------------------------------- | ------------------------------------------------------- |
| Hiány                                                | Ausente                                              | Marco Berger                      | Argentína                                               |
| Amnistia                                             | Amnistia                                             | Bujar Alimani                     | Albánia, Görögország, Franciaország                     |
| De Engel van Doel                                    | De Engel van Doel                                    | Tom Fassaert                      | Hollandia, Belgium                                      |
| Genesis és Lady Jaye balladája                       | The Ballad of Genesis and Lady Jaye                  | Marie Losier                      | Amerikai Egyesült Államok, Franciaország                |
| Brownian Movement                                    | Brownian Movement                                    | Nanouk Leopold                    | Hollandia, Németország, Belgium                         |
| Cheol-ae-kum                                         | Cheol-ae-kum                                         | Kelvin Kyung Kun Park             | Dél-Korea                                               |
| Day Is Done                                          | Day Is Done                                          | Thomas Imbach                     | Svájc                                                   |
| E-Love                                               | E-Love                                               | Anne Villacèque                   | Franciaország                                           |
| Osmdesát dopisů                                      | Osmdesát dopisů                                      | Václav Kadrnka                    | Csehország                                              |
| En terrains connus                                   | En terrains connus                                   | Stéphane Lafleur                  | Kanada                                                  |
| FIT                                                  | FIT                                                  | Hiromasa Hirosue                  | Japán                                                   |
| Folge mir                                            | Folge mir                                            | Johannes Hammel                   | Ausztria                                                |
| Les mains libres                                     | Les mains libres                                     | Brigitte Sy                       | Franciaország                                           |
| Seikai gûdo mooningu!!                               | Seikai gûdo mooningu!!                               | Satoru Hirohara                   | Japán                                                   |
| Hevunzu sutôrî                                       | ヘヴンズ ストーリー                                  | Takahisa Zeze                     | Japán                                                   |
| Hi-So                                                | Hi-So                                                | Aditya Assarat                    | Thaiföld                                                |
| A ház                                                | Dom                                                  | Zuzana Liová                      | Szlovákia, Csehország                                   |
| Kazoku X                                             | Kazoku X                                             | Kōki Yoshida                      | Japán                                                   |
| Ocio                                                 | Ocio                                                 | Alejandro Lingenti, Juan Villegas | Argentína                                               |
| Traumfabrik Kabul                                    | Traumfabrik Kabul                                    | Sebastian Heidinger               | Németország, Afganisztán                                |
| Patang                                               | Patang                                               | Prashant Bhargava                 | India, Amerikai Egyesült Államok                        |
| Man-choo                                             | 만추                                                 | Kim Tae-yong                      | Dél-Korea, Hongkong, Kína, Amerikai Egyesült Államok    |
| Auf der Suche                                        | Auf der Suche                                        | Jan Krüger                        | Németország, Franciaország                              |
| Made in Poland                                       | Made in Poland                                       | Przemysław Wojcieszek             | Lengyelország                                           |
| Nesvatbov                                            | Nesvatbov                                            | Erika Hníková                     | Csehország                                              |
| Os residentes                                        | Os residentes                                        | Tiago Mata Machado                | Brazília                                                |
| Jagadangchak: shidae-jeongshin-kwa hyeonshil-chamyeo | Jagadangchak: shidae-jeongshin-kwa hyeonshil-chamyeo | Kim Sun                           | Dél-Korea                                               |
| Silver Bullets/Art History                           | Silver Bullets/Art History                           | Joe Swanberg                      | Amerikai Egyesült Államok                               |
| State of Violence                                    | State of Violence                                    | Khalo Matabane                    | Dél-Afrika, Franciaország                               |
| Submarine                                            | Submarine                                            | Richard Ayoade                    | Egyesült Királyság                                      |
| Swans                                                | Swans                                                | Hugo Vieira da Silva              | Németország, Portugália                                 |
| Take Shelter                                         | Take Shelter                                         | Jeff Nichols                      | Amerikai Egyesült Államok                               |
| Elveszett föld                                       | Territoire perdu                                     | Pierre-Yves Vandeweerd            | Franciaország, Belgium                                  |
| Poor kor karn rai                                    | Poor kor karn rai                                    | Thunska Pansittivorakul           | Németország, Thaiföld                                   |
| Unter Kontrolle                                      | Unter Kontrolle                                      | Volker Sattel                     | Németország                                             |
| Utopians                                             | Utopians                                             | Zbigniew Bzymek                   | Amerikai Egyesült Államok                               |
| Viva Riva!                                           | Viva Riva!                                           | Djo Tunda Wa Munga                | Kongói Demokratikus Köztársaság, Franciaország, Belgium |
| Halaw                                                | Halaw                                                | Sheron Dayoc                      | Fülöp-szigetek                                          |
| El mocito                                            | El mocito                                            | Marcela Said, Jean de Certeau     | Chile                                                   |

### Rövidfilmek
Az alábbi filmek voltak versenyben a rövidfilmes Arany Medve díjért:
| Magyar cím                          | Eredeti cím                         | Rendező                      | Ország                                             |
| ----------------------------------- | ----------------------------------- | ---------------------------- | -------------------------------------------------- |
| 15 iulie                            | 15 iulie                            | Cristi Iftime                | Románia                                            |
| Apele Tac                           | Apele Tac                           | Anca Miruna Lazarescu        | Németország, Románia                               |
| Ashley/Amber                        | Ashley/Amber                        | Rebecca R. Rojer             | Amerikai Egyesült Államok                          |
| Återfödelsen                        | Återfödelsen                        | Hugo Lilja                   | Svédország                                         |
| Back by 6                           | Back by 6                           | Peter Connelly               | Belgium                                            |
| La calma                            | La calma                            | Fernando Vílchez Rodríguez   | Peru                                               |
| Cleaning up the Studio              | Cleaning up the Studio              | Christian Jankowski          | Dél-Korea                                          |
| La Ducha                            | La Ducha                            | Maria José San Martín        | Chile                                              |
| Erdő                                | Erdő                                | Kárpáti György Mór           | Magyarország                                       |
| Fragen an meinen Vater              | Fragen an meinen Vater              | Konrad Mühe                  | Németország                                        |
| Green Crayons                       | Green Crayons                       | Kazik Radwanski              | Kanada                                             |
| Heavy Heads                         | Heavy Heads                         | Helena Frank                 | Dánia                                              |
| Paranmanjang                        | 파란만장                            | Pak Cshanuk, Park Chan-kyong | Dél-Korea                                          |
| Pera Berbangê                       | Pera Berbangê                       | Arin Inan Arslan             | Törökország                                        |
| Planet Z                            | Planet Z                            | Momoko Seto                  | Franciaország                                      |
| Pu-seo-jin bam                      | 부서진 밤                           | Yang Hyo-joo                 | Dél-Korea                                          |
| Rao Yi Sheng                        | Rao Yi Sheng                        | Alexej Tchernyi, Wu Zhi      | Németország                                        |
| Scenes from the Suburbs             | Scenes from the Suburbs             | Spike Jonze                  | Amerikai Egyesült Államok, Kanada                  |
| Sju dagar i skogen                  | Sju dagar i skogen                  | Peter Larsson                | Svédország                                         |
| Stick Climbing                      | Stick Climbing                      | Daniel Zimmermann            | Ausztria, Svájc                                    |
| Sudsanan                            | Sudsanan                            | Pimpaka Towira               | Thaiföld                                           |
| Susya                               | Susya                               | Dani Rosenberg, Yoav Gross   | Izrael, Palesztina                                 |
| Świteź                              | Świteź                              | Kamil Polak                  | Lengyelország, Svájc, Franciakrszág, Kanada, Dánia |
| Tomorrow Everything Will Be Alright | Tomorrow Everything Will Be Alright | Akram Zaatari                | Libanon, Egyesült Királyság                        |
| Woman Waiting                       | Woman Waiting                       | Antoine Bourges              | Kanada                                             |

## Győztesek
- Arany Medve: Nader és Simin – Egy elválás története (Aszhar Farhadi)

- Zsűri Nagydíja: A torinói ló (Tarr Béla)
- Ezüst Medve díj a legjobb rendezőnek: Ulrich Köhler (Álomkor)
- Ezüst Medve díj a legjobb színésznőnek: a Nader és Simin – Egy elválás története színésznői
- Ezüst Medve díj a legjobb színésznek: a Nader és Simin – Egy elválás története színészei
- Ezüst Medve díj a kiemelkedő művészi teljesítményért (díszlettervező): Barbara Enriquez (El premio)
- Ezüst Medve díj a kiemelkedő művészi teljesítményért (operatőr): Wojciech Staron (El premio)
- Ezüst Medve díj a legjobb forgatókönyvnek: Joshua Marston, Andamion Murataj (The Forgiveness of Blood)
- Alfred Bauer-díj: Vörös Hadsereg Frakció (Andres Veiel)
- Tiszteletbeli Arany Medve
  - Armin Mueller-Stahl[9]
- Kristály Medve a legjobb gyermekek részére készített filmnek
  - Generation Kplus (Egész estés film): Lyukaskezű (Arild Andresen)
  - Generation14plus (Egész estés film): On the Ice (Andrew Okpeaha MacLean)
- FIPRESCI-díj
  - Versenyben lévő filmek: A torinói ló (Tarr Béla
  - Panorama: Legfelső emelet balra (Angelo Cianci)
  - Forum: Hevunzu sutôrî (Takahisa Zeze)
- Arany Medve a legjobb rövidfilmnek
  - Paranmanjang (Pak Cshanuk, Park Chan-kyong)

## Fordítás
- Ez a szócikk részben vagy egészben  a(z)   61st Berlin International Film Festival című angol Wikipédia-szócikk fordításán alapul.  Az eredeti cikk szerkesztőit annak laptörténete sorolja fel. Ez a jelzés csupán a megfogalmazás eredetét és a szerzői jogokat jelzi, nem szolgál a cikkben szereplő információk forrásmegjelöléseként.